# ProElite 3
ProElite 3: Da Spyder vs. Minowaman（プロエリート・スリー：ダ・スパイダー・バーサス・ミノワマン）は、アメリカ合衆国の総合格闘技団体「ProElite」の大会の一つ。2012年1月21日、ハワイ州ホノルルのニール・ブレイズデル・センターで開催された。

## 大会概要
本大会には日本から水野竜也、赤野仁美、ミノワマンが出場した。

## 試合結果
| 試合                 | 階級                        | 勝者                     | 敗者                   | 試合結果                     |
| -------------------- | --------------------------- | ------------------------ | ---------------------- | ---------------------------- |
| アマチュアカード     |                             |                          |                        |                              |
| 1                    | 165ポンド契約               | セバスチャン・マリコンダ | ダン・アイジ           | 1R 1:12 腕ひしぎ十字固め     |
| 2                    | バンタム級                  | ケリイ・ヴァレンシア     | ザック・クローズ       | 2R 2:00 三角絞め             |
| 3                    | ライト級                    | レイ・クーパー           | カイル・フォイル       | 1R 2:07 TKO                  |
| プレリミナリーカード |                             |                          |                        |                              |
| 4                    | ウェルター級                | ショーン・ラッシュ       | ジャイメス・シュルテ   | 1R 2:37 リアネイキドチョーク |
| 5                    | ウェルター級                | コリン・マンザナス       | ブライソン・カマカ     | 1R 2:27 リアネイキドチョーク |
| 6                    | フェザー級                  | トビー・ミセク           | スティーブン・サイトー | 1R 1:53 TKO（膝蹴り）        |
| 7                    | ライトヘビー級              | 水野竜也                 | イリマ・マイアバ       | 2R 1:47 肩固め               |
| メインカード         |                             |                          |                        |                              |
| 8                    | ミドル級                    | ブレント・シャーマホーン | カレオ・ギャンビル     | 1R 0:45 KO（パンチ）         |
| 9                    | 215ポンド契約               | パトリック・カミンズ     | タシ・エドワーズ       | 1R 4:01 肩固め               |
| 10                   | ヘビー級トーナメント 準決勝 | ライアン・マルチネス     | コディー・グリフィン   | 3R終了 判定3-0               |
| 11                   | ヘビー級トーナメント 準決勝 | リチャード・オドムス     | ジェイク・ヒューン     | 2R 1:56 ネッククランク       |
| 12                   | 女子バンタム級              | サラ・マクマン           | 赤野仁美               | 3R終了 判定3-0               |
| 13                   | ミドル級                    | ケンドール・グローブ     | ミノワマン             | 3R終了 判定3-0               |